# 灯塔 (格拉斯哥)

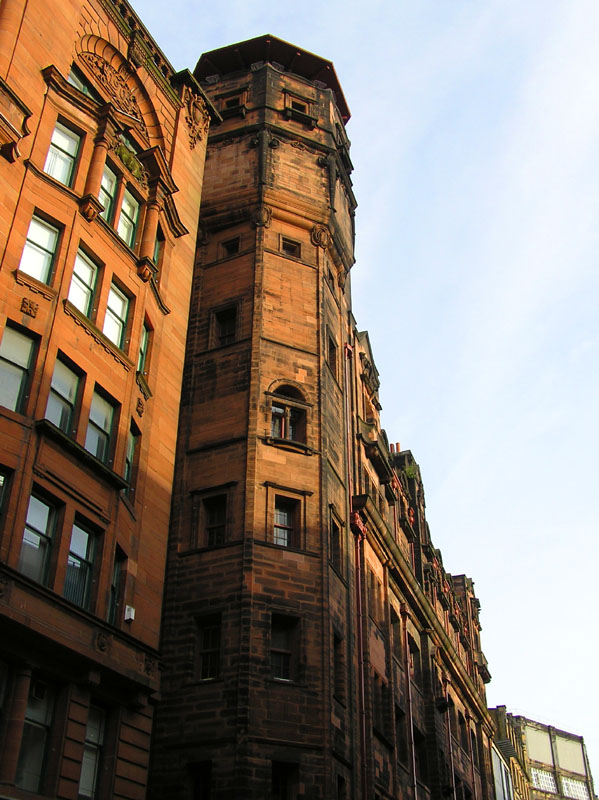
灯塔

格拉斯哥的灯塔（The Lighthouse, Glasgow）是苏格兰的设计和建筑中心。

## 历史
灯塔原为《格拉斯哥先驱报》（Glasgow Herald）报馆，建于1895年，由建筑师Charles Rennie Mackintosh设计。1999年庆祝格拉斯哥成为英国建筑与设计之城时开放。中心的愿景是发展设计、建筑和创意产业之间的联系，关注相互关联的社会，教育，经济和文化问题。同年克莱兹戴尔银行发行的20英镑钞票，就描绘了灯塔建筑。
在灯塔的北侧三楼和南侧六楼都有观看格拉斯哥城市景观的观景台，分别通过螺旋楼梯和电梯到达。

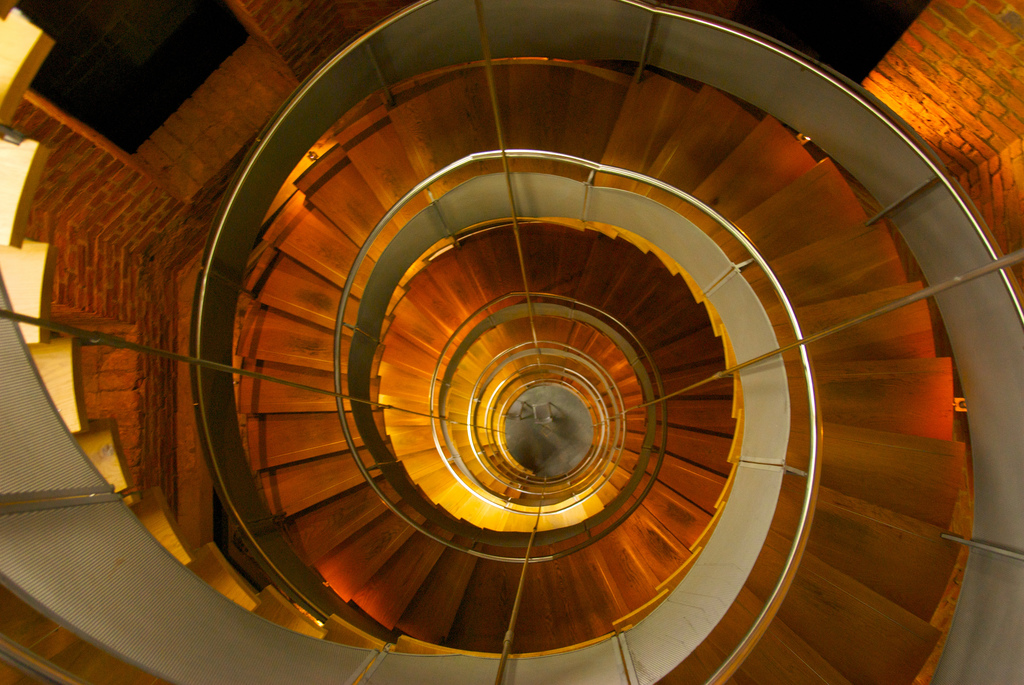